# Arbeiterliteratur
Arbeiterliteratur (auch: Arbeiterdichtung bzw. Soziale Dichtung) ist ein Sammelbegriff für literarische Texte, die von Arbeitern oder für Arbeiter geschrieben wurden beziehungsweise sich mit deren Lebensbedingungen auseinandersetzen.

## Entstehung
Mit dem Aufkommen der Sozialen Frage im 19. Jahrhundert begannen Schriftsteller, die großteils selbst aus dem Bürgertum stammten, in ihren Texten das Arbeitermilieu zu beschreiben und zur sozialen Gerechtigkeit aufzurufen. Zu den Vertretern dieser Strömung zählen unter anderem die Lyriker Heinrich Heine, Georg Herwegh, Ferdinand Freiligrath und Hermann Claudius. Die Thematik wurde von Dichtern des Naturalismus (Gerhart Hauptmann, Émile Zola, Maxim Gorki) und Expressionismus (Ernst Toller, Cläre Jung, Erich Mühsam) aufgenommen. Im Zuge der fortschreitenden Industrialisierung und mit dem Aufkommen der Arbeiterbewegung begannen Vertreter des Arbeitermilieus selbst, Stoffe und Themen aus ihrer Lebenswelt literarisch zu verarbeiten. Diese Form der Arbeiterdichtung erlebte ihren Höhepunkt um den Ersten Weltkrieg mit dem Nyland-Kreis.
In Frankreich setzte sich Henry Poulaille für eine proletarische Literatur (frz. littérature prolétarienne) ein, die ähnlich dem von Jean-Paul Sartre geprägten Konzept der Engagierten Literatur auf die sozial-ethische Funktion von Texten ausgerichtet sein sollte. In Deutschland kritisierte der Kommunist Johannes R. Becher in den 1930er Jahren einige Arbeiterdichter dafür, das Los des Proletariats zu verniedlichen.
Nach dem Zweiten Weltkrieg verarbeiteten Autoren der Gruppe 61 in der Bundesrepublik und des Bitterfelder Weges in der DDR die Probleme der modernen Industriegesellschaft. Daraus bildeten sich zwei verschiedene Traditionen heraus, von denen eine eher fiktional und die andere eher dokumentarisch geprägt ist.

## Beispiele und Vertreter
Im deutschsprachigen Raum gelten Ernst Willkomm, Georg Weerth und Robert Schweichel als frühe Vertreter der Arbeiterliteratur. Im Naturalismus griffen Max Kretzer und Richard Dehmel die Arbeiterthematik auf. Bekannte Arbeiterdichter der Zwischenkriegszeit sind Alfons Petzold, Heinrich Lersch, Gerrit Engelke, Karl Bröger, Otto Wohlgemuth und Max Barthel.
Bekannte nach 1945 erschienene Texte der Arbeiterliteratur sind Max von der Grüns «Irrlicht und Feuer» (1963), Bruno Gluchowskis «Blutiger Stahl» (1970), August Kühns Familienchronik «Zeit zum Aufstehn» (1975) sowie Texte von Hermann Spix, Arthur Troppmann, Hans Dieter Baroth, Carl Wüsthoff, Willy Bartock, Stephan Thiemonds und Manfred Esser. Stärker an der Dokumentarliteratur orientiert sind dagegen Erika Runges «Bottroper Protokolle» (1968) und Günter Wallraffs «Industriereportagen» (1966). Während Wallraff eher zu den radikalen Vertretern der Gattung gezählt wird, gab es um Willi Bredel und Hans Marchwitza auch eine gemäßigtere, am Sozialismus orientierte Form der Arbeiterliteratur.
In der Folge des Mai 1968 entwickelte sich ein neues Verständnis von Arbeiterliteratur, das von Leslie Kaplan mit ihrem experimentellen Text Der Exzess (frz. L’excès-usine, 1978) und François Bons Roman Sortie d’usine (1982) geprägt wurde. Eher soziologisch und sozial engagiert geht Robert Linhart in seinem Roman L’établi (1981) vor. In Österreich gelten Franz Innerhofer und Gernot Wolfgruber als zeitgenössische Vertreter der Arbeiterliteratur.